# Papilio indra
Espèce
Papilio indra ou Machaon des falaises est une espèce nord-américaine de papillons de la famille des Papilionidae, de la sous-famille des Papilioninae et du genre Papilio.

## Dénomination
Il a été nommé Papilio indra par Tryon Reakirt en 1866.

### Noms vernaculaires
Papilio indra se nomme Indra Swallowtail, Short-tailed Black Swallowtail ou encore Cliff Swallowtail  en anglais .

#### Sous-espèces
- Papilio indra indra dans tout le nord-ouest des USA.
- Papilio indra bonnevillensis Whaley, ?2000 ; dans l'Utah.
- Papilio indra calcicola Emmel et Griffin, 1998 ; en Californie.
- Papilio indra fordi Comstock & Martin, 1956 ; dans l'Est de la Californie.
- Papilio indra kaibabensis Bauer, 1955 ; dans l'Arizona
- Papilio indra martini T. & J. Emmel, 1966 ;
- Papilio indra minori Cross, 1936 ; au Colorado.
- Papilio indra nevadensis T. & J. Emmel, 1971 ;
- Papilio indra panamintensis Emmel, 1982 ;
- Papilio indra pergamus H. Edwards, 1874 ; dans l'Ouest de la Californie.
- Papilio indra phyllisae Emmel, 1982 ;
- Papilio indra pygmaeus Emmel, Emmel & Griffin,1998 ; en Californie.
- Papilio indra shastensis Emmel & Emmel, 1998 ; en Californie et dans le Sud de l'Oregon[1].

## Description
Papilio zelicaon est un assez grand papillon d'une couleur noir intense à reflets bleutés, de forme vaguement triangulaire possédant à chaque aile postérieure une queue très courte. Il est ornementé d'une  double ligne submarginale de taches blanches ou jaune pâle et aux postérieures d'une ligne de taches bleu et d'une lunule anale orange centrée de noir.

### Chenille et chrysalide
La chenille est jaune ou orange annelée de noir.

## Biologie

### Période de vol et hivernation
Il vole en une génération en mai et juin.
Il hiverne à l’état de chrysalide.

### Plantes hôtes
Les plantes hôtes de sa chenille sont très nombreuses : Cymopterus purpurea, Cymopterus  panamintensis var. acutifolius, Aletes acaulis, Harbouria trachypleura, Lomatium lucidum, Lomatium  parryi, Lomatium  nuttallii, Lomatium  eastwoodi, Lomatium  marginatum, Lomatium  scabrum, Lomatium latilobum, Lomatium junceum, Lomatium grayi, Lomatium triternatum, Lomatium dissectum var. multifidum, Pteryxia hendersonii, Pteryxia petraea, Pteryxia terebinthina var. californica, Tauschia parishii, Tauschia arguta.

## Écologie et distribution
Il réside dans le nord-ouest de l'Amérique du Nord, au Canada dans le sud de la Colombie-Britannique, aux USA dans le Colorado, le Nevada, le Dakota du Nord et le Dakota du Sud, l'Arizona, le Nouveau-Mexique et la Californie,.

### Biotope
Il réside dans les montagnes, les montagnes semi-désertiques et les canions.

### Protection
Pas de statut de protection particulier mais la collecte en est limitée et doit donner lieu à une demande de permis.